# ویلی فونگ
ویلی فونگ (انگلیسی: Willie Fung؛ ‏ ۳ مارس ۱۸۹۶ – ۱۶ آوریل ۱۹۴۵) یک هنرپیشه آمریکایی بود.
از فیلم‌ها یا برنامه‌های تلویزیونی که وی در آن نقش داشته است، می‌توان به ماجرای پرشور هالیوود، تورتیلا فلت، دختر شهر کوچک، نامه، قاتل حرفه‌ای، راگلزهای رد گپ، قطار سریع‌السیر شانگهای، افق گمشده، ولز فارگو، شانگهای، ماه و شش پشیز اشاره کرد.